# Poliocitellus franklinii
Poliocitellus franklinii (Франклінів ховрах) — вид мишоподібних гризунів із родини вивіркових.

## Морфологічна характеристика
Тіло тонке й витягнуте, загальна довжина якого становить від 355 до 410 мм, довжина хвоста — від 120 до 158 мм. Волосяний покрив короткий, коричнево-сірий із як світлими, так і темними цяточками, а низ від бляклого до жовтувато-білого. Хвіст кущистий. Голова і хвіст сіруваті в результаті чергування смуг чорного і білого кольору на окремих волосках. Лапи блідо-сірі, а вуха короткі, яйцеподібні. Самці важчі за самок, а вага взимку та влітку значно різниться. Вага самців від 370 до 500 г навесні (після виходу з сплячки) й від 570 до 950 г пізньої осені (до входу в сплячку). Вага самиць від 340 до 425 г навесні й від 500 до 760 г восени. 

## Поширення
Країни проживання: Канада (Альберта, Манітоба, Онтаріо, Саскачеван), США (Іллінойс, Індіана, Айова, Канзас, Міннесота, Міссурі, Небраска, Північна Дакота, Південна Дакота, Вісконсин). Населяє прерії з високими та середніми травами. Також використовує для проживання прибережні райони (краї боліт), межі лісів і полів, поля, живоплоти, узбіччях доріг.

## Спосіб життя
Гніздиться в норах під землею. У першу чергу денний, але менш помітний, ніж інші ховрахи. Менше 10% свого часу проводить над землею. Починається сплячка в кінці вересня. Не колоніальний, але живе в розріджених колоніях. Популяції циклічні і мають пік кожні 4–6 років. Вид не розбірливий в дієті, лишаючи типовий травоїдний раціон, коли він може знайти комах, яйця, молодих птахів, фрукти, насіння і горіхи.
Період розмноження починається відразу після зимової сплячки на початку весни. Вагітність триває 28 днів, молодь народжується в травні або червні. Приплід: 5–11 (в середньому 7) буває раз на рік. Лактація триває 40 днів.